# I Confess
I Confess (bra: A Tortura do Silêncio; prt: Confesso) é um filme estadunidense de 1953 do gênero suspense dirigido por Alfred Hitchcock. Roteiro de George Tabori e William Archibald baseado na peça francesa de 1902 chamada Nos Deux Consciences, de autoria de Paul Anthelme e que o diretor Hitchcock assistira nos anos de 1930.
Locações em Quebec, (Canadá), com muitas tomadas panorâmicas da cidade, interiores de igrejas e outras construções emblemáticas, tais como a Château Frontenac. Música original de Dimitri Tiomkin. Na trilha sonora foi usada ainda uma melodia dos cantos gregorianos, Dies Irae.
O filme foi adaptado para um programa de rádio (Lux Radio Theater) em 21 de setembro de 1953 com Cary Grant no papel de Montgomery Clift, o protagonista do filme.
Le Confessional é um filme de 1994 que dramatiza as filmagens de I Confess.

## Elenco principal

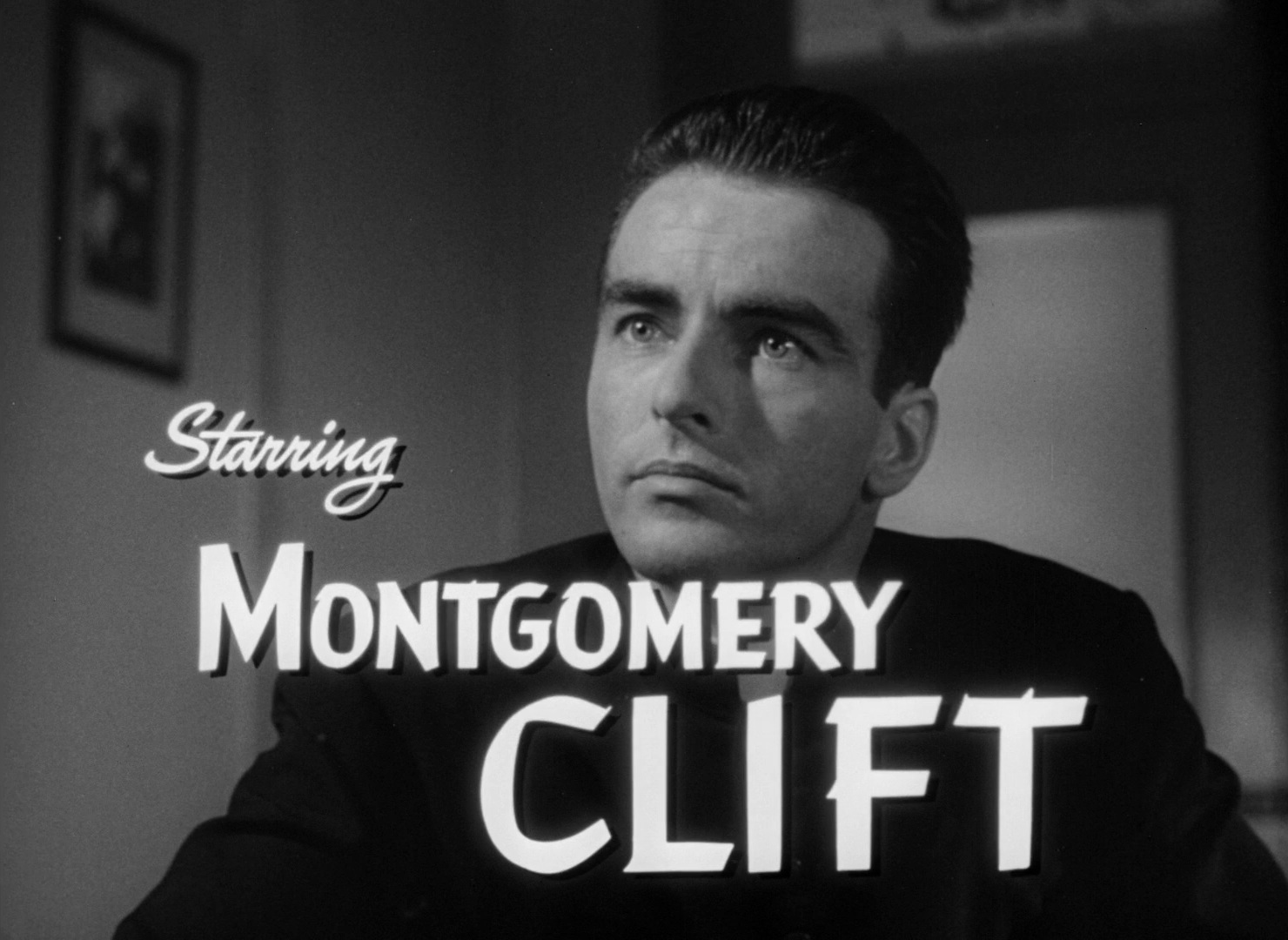

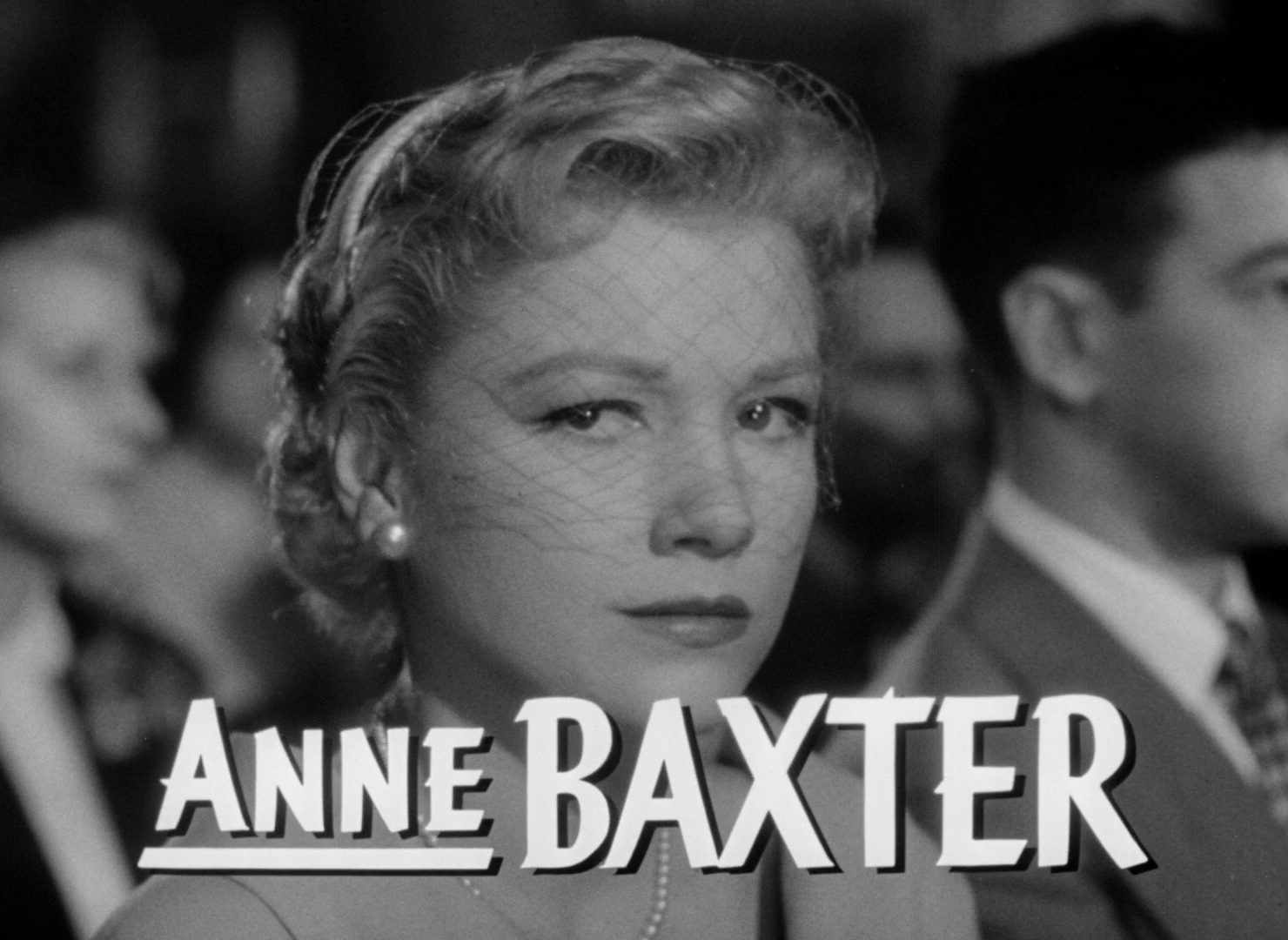

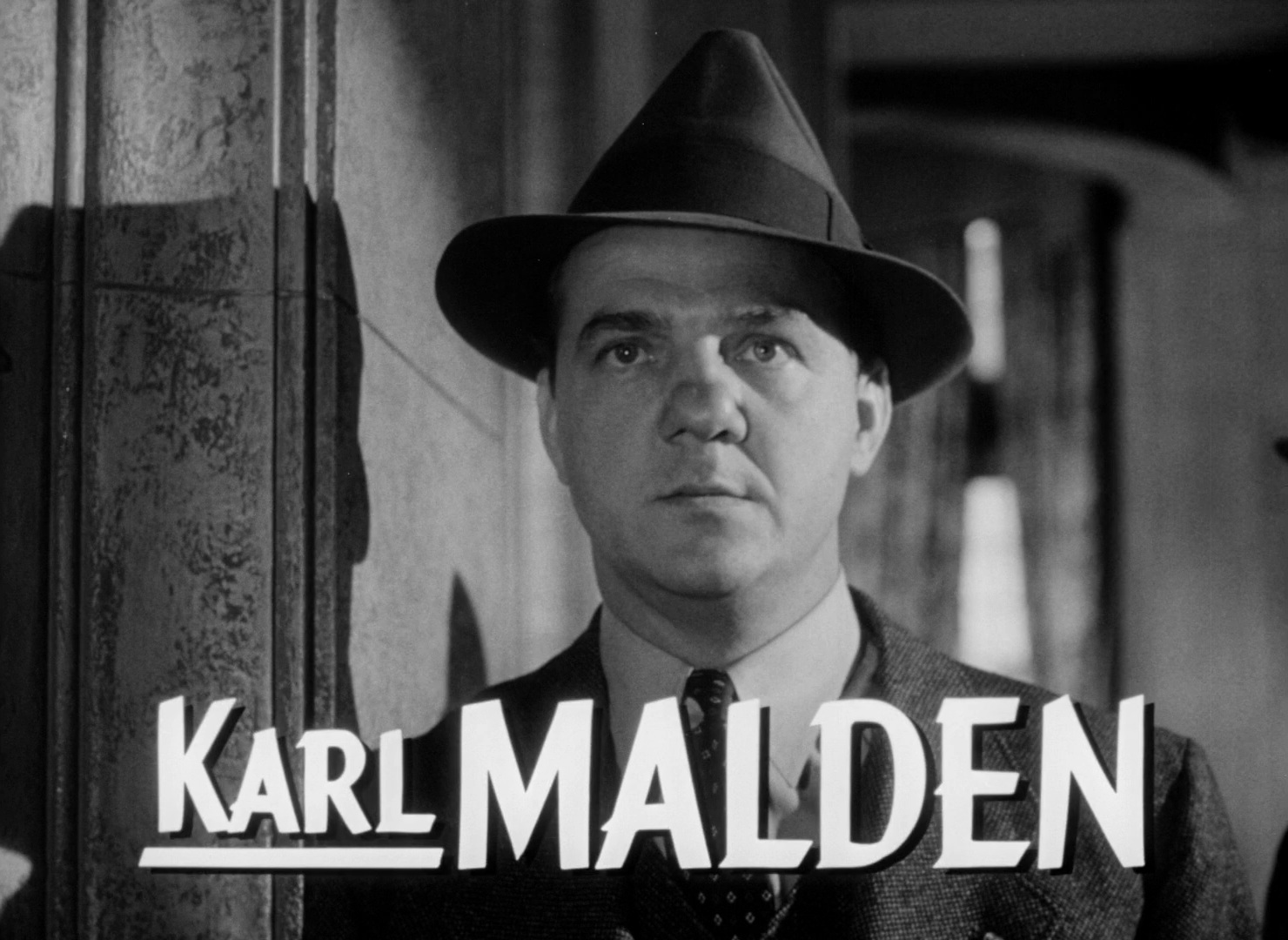

| Ator             | Papel                       |
| ---------------- | --------------------------- |
| Montgomery Clift | Padre Michael William Logan |
| Anne Baxter      | Ruth Grandfort              |
| Karl Malden      | Inspetor Larrue             |
| Brian Aherne     | Willy Robertson             |
| Roger Dann       | Pierre Grandfort            |
| Dolly Haas       | Alma Keller                 |
| Charles Andre    | Padre Millars               |
| O.E. Hasse       | Otto Keller                 |

## Sinopse
O devotado padre católico Michael Logan ouve a confissão de um servente da igreja em Quebec, que lhe diz ter cometido um assassinato. Esse servente, Otto Keller, era um refugiado alemão juntamente com a esposa, Alma. Precisando de dinheiro, ele tentou roubar e acabou por matar o advogado inescrupuloso Villette. Keller fugiu sem pegar o dinheiro e foi visto saindo da cena do crime usando uma batina. Com isso, o inspetor Larrue desconfia dos padres da cidade. O único que não disse onde estivera na noite do crime foi o padre Logan, que passa a ser o principal suspeito do crime. Quando Larrue descobre a relação do padre com uma antiga namorada e agora uma mulher casada, Ruth, ele prende Logan e o leva à julgamento.